# 노아 바움백
노아 바움백(Noah Baumbach, 1969년 9월 3일~)은 미국의 영화 각본가, 영화 감독이다.

## 작품 목록
- 키킹 앤 스크리밍(1995)
- 미스터 제러시(1997)
- 하이볼(1997)
- 오징어와 고래(2005)
- 마고 앳 더 웨딩(2007)
- 그린버그(2010)
- 프란시스 하(2012)
- 위아영(2014)
- 미스트리스 아메리카(2015)
- 드 팔마(2015)
- 마이어로위츠 이야기 (제대로 고른 신작)(2017)
- 결혼 이야기(2019)
- 화이트 노이즈(2022)
- 제이 켈리 (미정)